# Laulu- ja tanssiesitys
Laulu- ja tanssiesitys (svenska: Sång- och dansuppträdande) är ett finländskt ljudfilmsförsök i form av en kortfilm från 1929, regisserad samt filmad av Yrjö Norta och producerad av Lahyn-Filmi. När filmen visades som provföreställning på biografen Kinola i Åbo den 8 september var det första gången ljudfilm visades för allmänheten i Finland.
Filmen hade inget egentligt namn när den först visades. Titeln Laulu- ja tanssiesitys gavs av filmgranskningsnämnden som i efterhand kontrollerade filmen och det är under det namnet som filmen visats i modern tid.

## Handling
I filmen ses dansöserna Eva Hahl och Helmi Vuorisola (gift med dansaren Akseli Vuorisola) glatt röra sig till sjömansvisor av kuplettsångaren Theodor Weissman. De två dansöserna bär varsin stor rosett i nacken och högklackade skor.

## Produktion

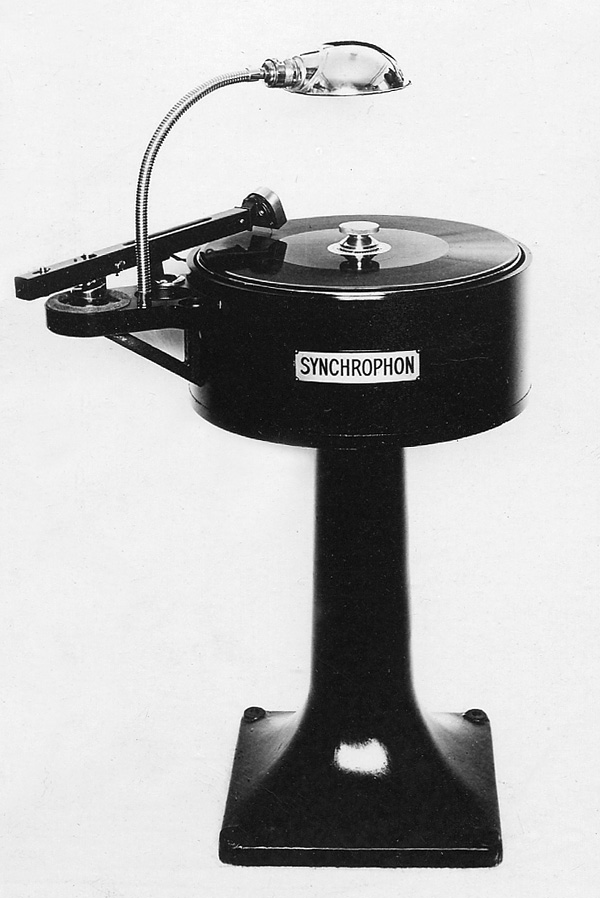
Lahyn-filmis egentutvecklade skivbord Synchrophon.

Filmen producerades av det 1923 grundade produktionsbolaget Lahyn-Filmi i Åbo. Den visades vid premiären under det anspråkslösa namnet Ljudfilmsförsök (finska: Äänifilmikoe) och gavs titeln Laulu- ja tanssiesitys av filmgranskningsnämnden den 12 september. Ljudet framtogs med hjälp av en synkroniseringsteknik som Lahyn-Filmi kallade Synchrophon, där en grammofonskiva med Weissmans sång spelades upp samtidigt med de levande bilderna. Samtida finländska filmskribenter beskriver tekniken som jämbördig med det amerikanska Vitaphone-systemet.
Filmen innebar en revolution för den finländska filmproduktionen men blev ingen publikframgång. Verket, som inte genomgått förhandsgranskning som brukligt, censurerades när det fyra dagar efter premiären kontrollerades av filmgranskningsnämnden. Orsaken var innehållet i de sjömansvisor som Weissman framförde.
Lahyn-Filmi fortsatte alltjämt sina experiment med ljudfilm och den 31 oktober hade Raf. Ramstedt sjunger en sjömansvisa med skådespelaren Rafael Ramstedt premiär. Den producerades med samma teknik men synkroniseringen mellan ljud och bild var fullständig och filmen blev en större framgång än sin föregångare.
Synchrophon-skivborden kom till försäljning i oktober 1929.

## Visningar

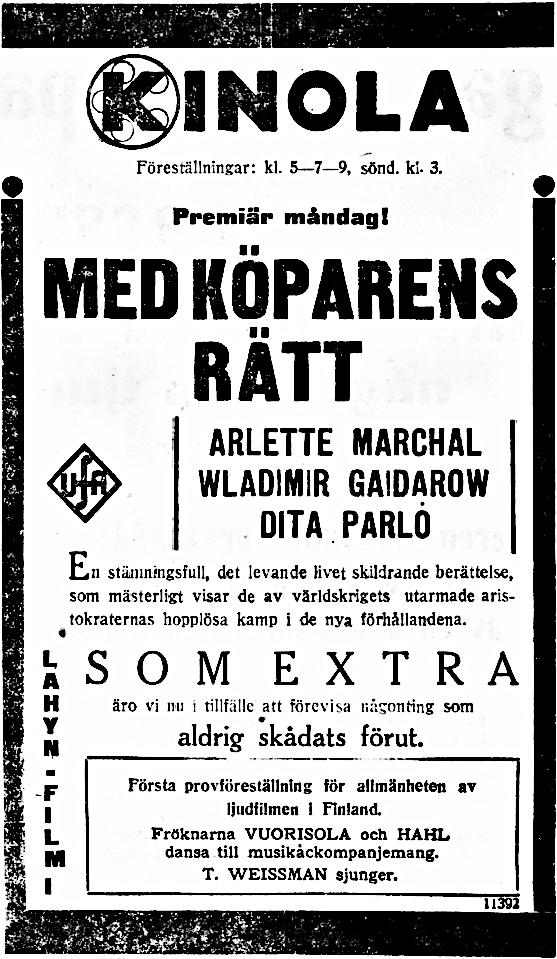
Kinolas annons i Åbo Underrättelser den 8 september, 1929 tillkännager den första provföreställningen av ljudfilm i Finland.

Under premiärveckan i Åbo visades filmen som extranummer till den tyska långfilmen Med köparens rätt (tyska: Die Dame mit der Maske).
Under vintern 1929/1930 visades en samling av Lahyn-Filmis ljudkortfilmer på biografer i Finland. Tanssiesitys (Neidit Vuorisola ja Hahl) ingick i denna. Produktionsbolaget försåg biograferna med den nödvändiga tekniken.
Laulu- ja tanssiesitys visades på Tammerfors filmfestival 2011 i samband med att man uppmärksammade att filmcensuren i Finland fyllde hundra år och lyfte fram ett antal historiska finländska kortfilmer som utsatts för censorskap.

## Mottagande
Åbo Underrättelsers recensent med signaturen H. D. C. skrev den 9 september 1929 angående ljudfilmsexperimentet på Kinola att överensstämmelsen mellan ljud och rörelse var korrekt men att örat ej tilltalades av den staka och ekande musiken. Vidare anser recensenten att kortfilmen enbart har kuriositetsintresse, men är som förelöpare för en mäktig industri anmärkningsvärd.